# QV44
QV44 (Queens Valley 44) ist ein altägyptisches Grabmal im Tal der Königinnen. Es gehört zum Prinzen Chaemwaset, einem Sohn von Ramses III., und wird in die 20. Dynastie datiert. Während der Dritten Zwischenzeit diente es als nichtkönigliches Familiengrab. Es ist vor allem durch seine gut erhaltenen Wandmalereien bekannt und gehört zu den bedeutendsten Gräbern im Königinnental.

## Lage und Architektur
Das Grab befindet sich am Südwesthang des Hauptwadis, in der Nähe der Prinzengräber QV42 und QV43, die Chaemwasets Brüdern Paraherwenemef und Sethherchepeschef gehören. Es ist circa 30 Meter lang und hat eine Korridorbreite von 212 cm, was ungefähr einem Maß von vier Königsellen entspricht (210 cm). Das Grab besitzt einen für die Ramessidenzeit typisch lang gestreckten Grundriss mit zwei Korridoren und einer Sargkammer. Die Ausrichtung erfolgt von Nordost nach Südwest mit nordöstlichem Haupteingang. Vom ersten Korridor gehen zwei seitlich versetzte Nebenkammern ab. Der zweite Korridor besitzt eine gewölbte Decke und weist am hinteren Teil eine kleine architektonische Besonderheit auf. Zwei ebenfalls seitlich versetzte Nischen deuten auf eine nicht zu Ende geführte Planänderung hin, die erst nach der Fertigstellung des Grabes erfolgte. Da die Grabstätte auch sonst sehr sorgfältig gestaltet wurde und keine Spuren besonderer Eile bei der Ausführung zeigt, scheint sie nach Friedrich Abitz bereits zu Lebzeiten von Chaemwaset fertiggestellt worden zu sein.

## Entdeckung und Funde
Ernesto Schiaparelli entdeckte die Grabanlage, die zu seinen wichtigsten Funden gehört, während seiner ersten Grabungskampagne 1903. Francesco Ballerini, der eng mit Schiaparelli auf seinen Ägyptenexpeditionen zusammenarbeitete, berichtet über die Entdeckung in einem Brief an seine Frau:

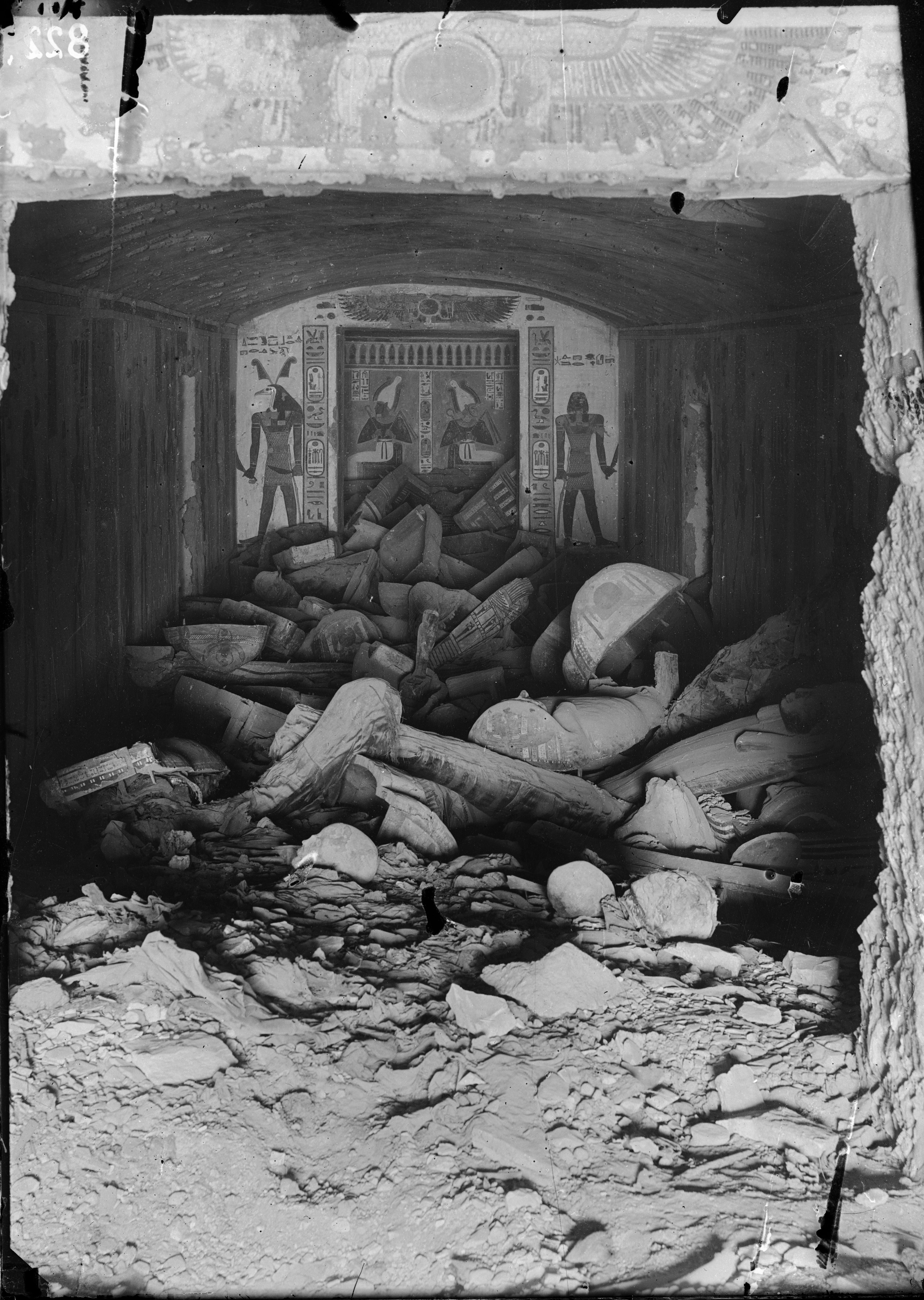
Zustand des Grabes während der Entdeckung 1903. Mumien und Särge versperren den Korridor.

„Unterdessen hat eine Gruppe von Arbeitern etwas gesichtet, was möglicherweise ein Grab sein könnte. Man erkennt noch nichts, außer dem Beginn eines Korridors, den man hinabsteigen muss, aber er ist lang und scheint zu einem ziemlich großen Grab zu gehören. So denke ich wenigstens. Ich schicke jemanden los, der Carter (zu der Zeit Oberinspektor der Altertümerverwaltung in Oberägypten) benachrichtet, und fast gleichzeitig kommen er und Schiaparelli an. Ich unterbreite ihnen die gute Nachricht, während die Arbeiter fieberhaft graben. Es beginnt der Türrahmen frei zu werden, man gräbt ein Loch in den Schutt und ich, Carter und der arabische Aufseher kriechen hinein. Endlich! Es ist das unbekannte Grab eines Königlichen Prinzen: Chaemwaset, Sohn Ramses' III., aus der 20. Dynastie, und es ist ein schönes, großes und gut erhaltenes Grab. Als wir glücklich über das Ergebnis, herauskommen, schreien uns die Araber, so laut es ihre Kehlen hergeben, alle Glückwünsche und Schmeicheleien entgegen, wie es ihre Art ist, und verlangen das Bakschisch.“

Die Innenräume waren anfangs mit dutzenden von Särgen und Mumien gefüllt, die aus der 22. bis 26. Dynastie stammen:

„Als der Eingang für einen etwas weniger unbequemen Einstieg freigelegt ist, gehen Schiaparelli und ich wieder hinein und erkunden alles vorsichtig des langen und breiten. Das Grab hat die Form, wie sie auf der grob gezeichneten Skizze erscheint. Es ist ganz in den Felsen hineingeschlagen und weist, zusammen mit dem Eingangskorridor, eine Länge von etwa 30 Metern auf. Aber ihr hättet das sehen müssen: zum Fürchten! Der ganze große Mittelgang und die Nebenkammern waren voll mit Mumien und Särgen, die wild durcheinander geworfen waren, viele waren geborsten und zerschlagen, bereits aufgebrochen und ausgeraubt von koptischen und arabischen Plünderern, welche die besten Stücke allesamt mitgenommen haben. Und überall eine Menge Mumien, manche von ihnen in beklagenswertem Zustand: die Leichenbinden zerfetzt, Brust und Gesicht zerschlagen, einige auch mit den Spuren von Hyänen, die diesem Massengrab in früherer Zeit ihre Besuche abgestattet haben müssen. Ich habe Massengrab gesagt, denn die Mumie des Prinzen Chaemwaset muss schon in der Antike nach Deir el-Bahari gebracht worden sein, und sein Grab wurde als letzte Ruhestätte für andere Verstorbene verwendet.“

Die Mumie des Grabinhabers fehlte hingegen, dafür fand man Reste des großen Granitsarkophages sowie den zugehörigen Sargdeckel, der sich zurzeit im Ägyptischen Museum von Turin befindet. Der Deckel konnte aufgrund einer Hieroglypheninschrift am Rand in die Regierungszeit von Ramses IV. datiert werden. Schiaparelli geht davon aus, dass das Grab vor der Entdeckung in der 23. Dynastie und der koptischen Zeit zweimal gewaltsam geöffnet wurde.

## Bildprogramm
Wiederkehrendes Motiv in den gut erhaltenen Grabszenen ist die Darstellung von Prinz Chaemwaset hinter Ramses III., der diesen vor die Totengötter führt. Ramses III. wird selbst mit Osiris identifiziert und tritt als vergöttlichter Herrscher der Unterwelt auf. Chaemwaset wird hingegen stets als junger Prinz mit rasiertem Schädel oder Perücke und seitlicher Jugendlocke gezeigt. Er trägt eine Tunika mit durchsichtigem weitärmligen Hemd, die an der Taille von einem Gürtel zusammen gehalten wird. An den Füßen trägt er Sandalen mit aufgebogener Spitze. In den Händen befindet sich entweder ein großer Fächer aus Straußenfedern, ein Flagellum oder das Heqa-Zepter. Der Prinz wird mit einem der Horussöhne gleichgesetzt und in den Seitenkammern sogar allein gezeigt. Der zweite Korridor beinhaltet hauptsächlich Szenen aus dem Totenbuch. Eine Besonderheit stellt das Bildprogramm der Sargkammer dar, in der nur der König ohne den Prinzen erscheint.

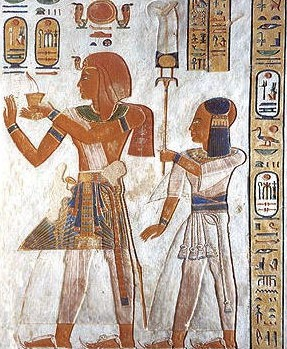
Typische Prinzendarstellung in QV44: Ramses III. gefolgt von Chaemwaset
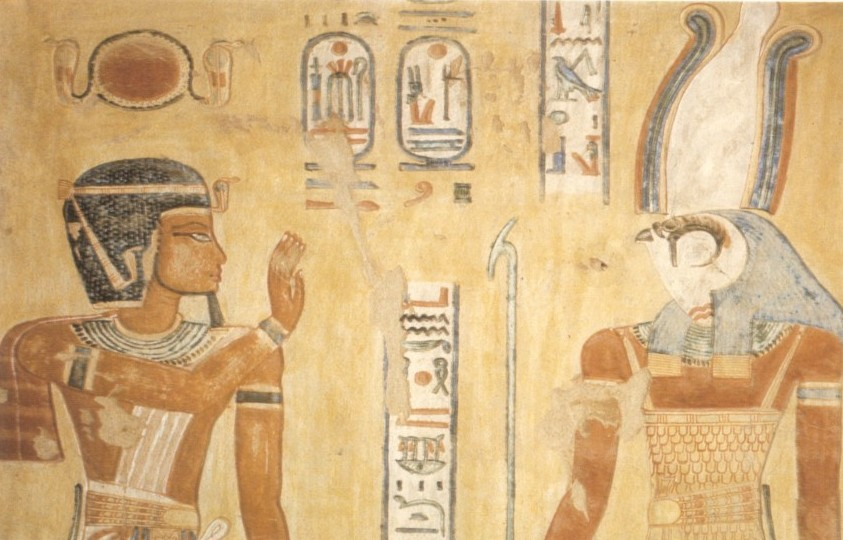
Ramses III. vor Gott Horus im Grab seines Sohnes
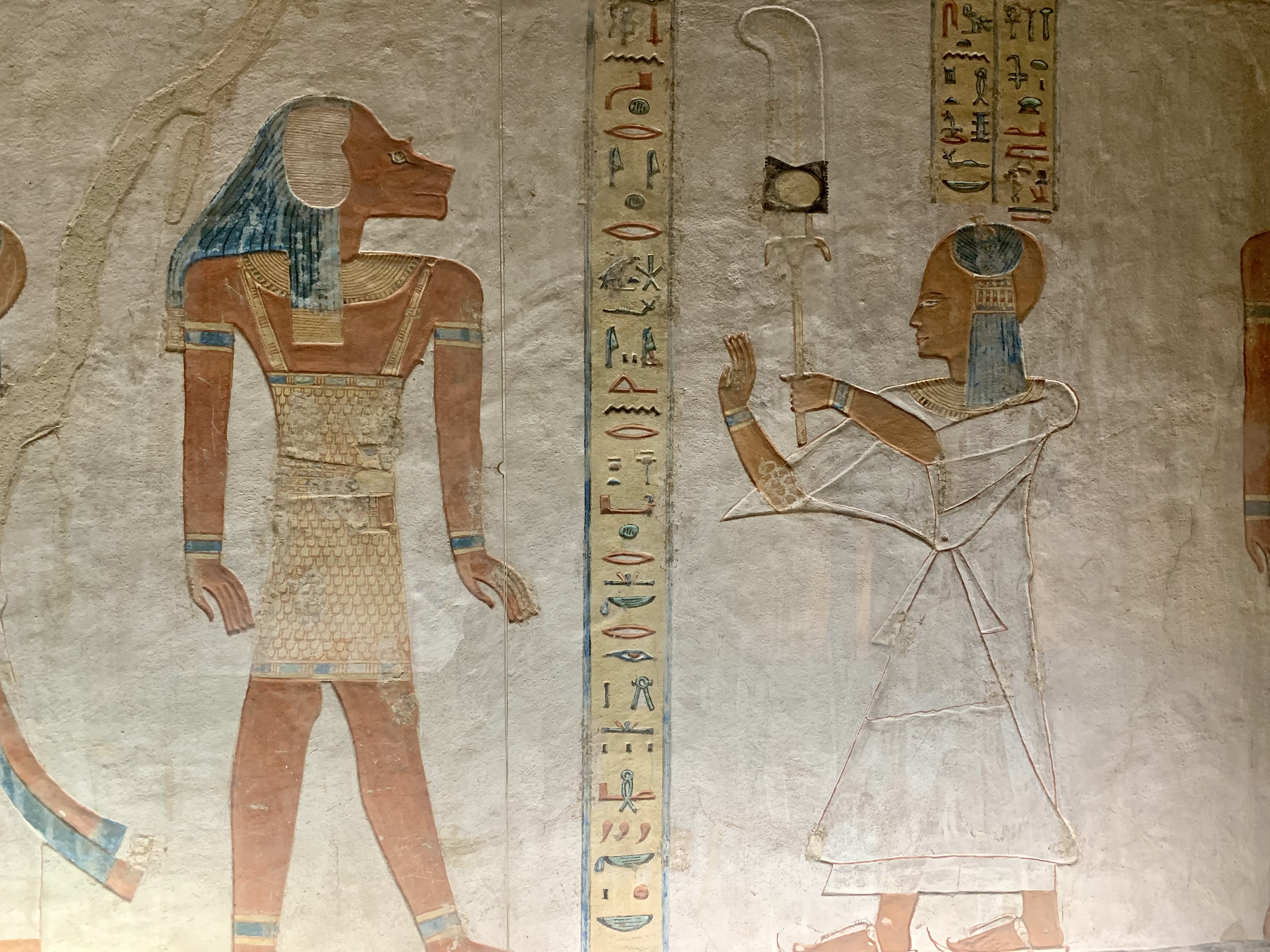
Chaemwaset grüßt Gott Hapi
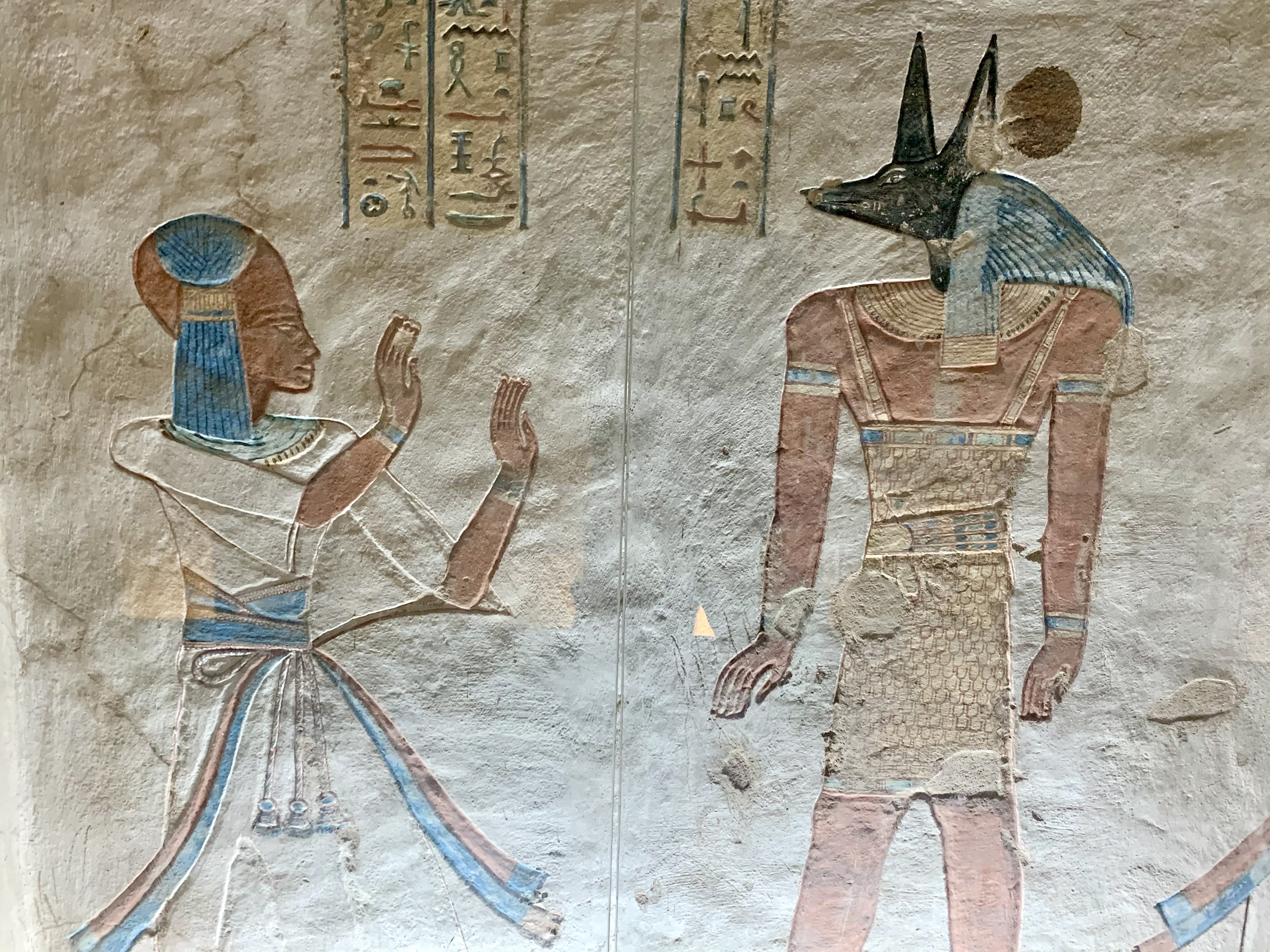
Chaemwaset vor Anubis
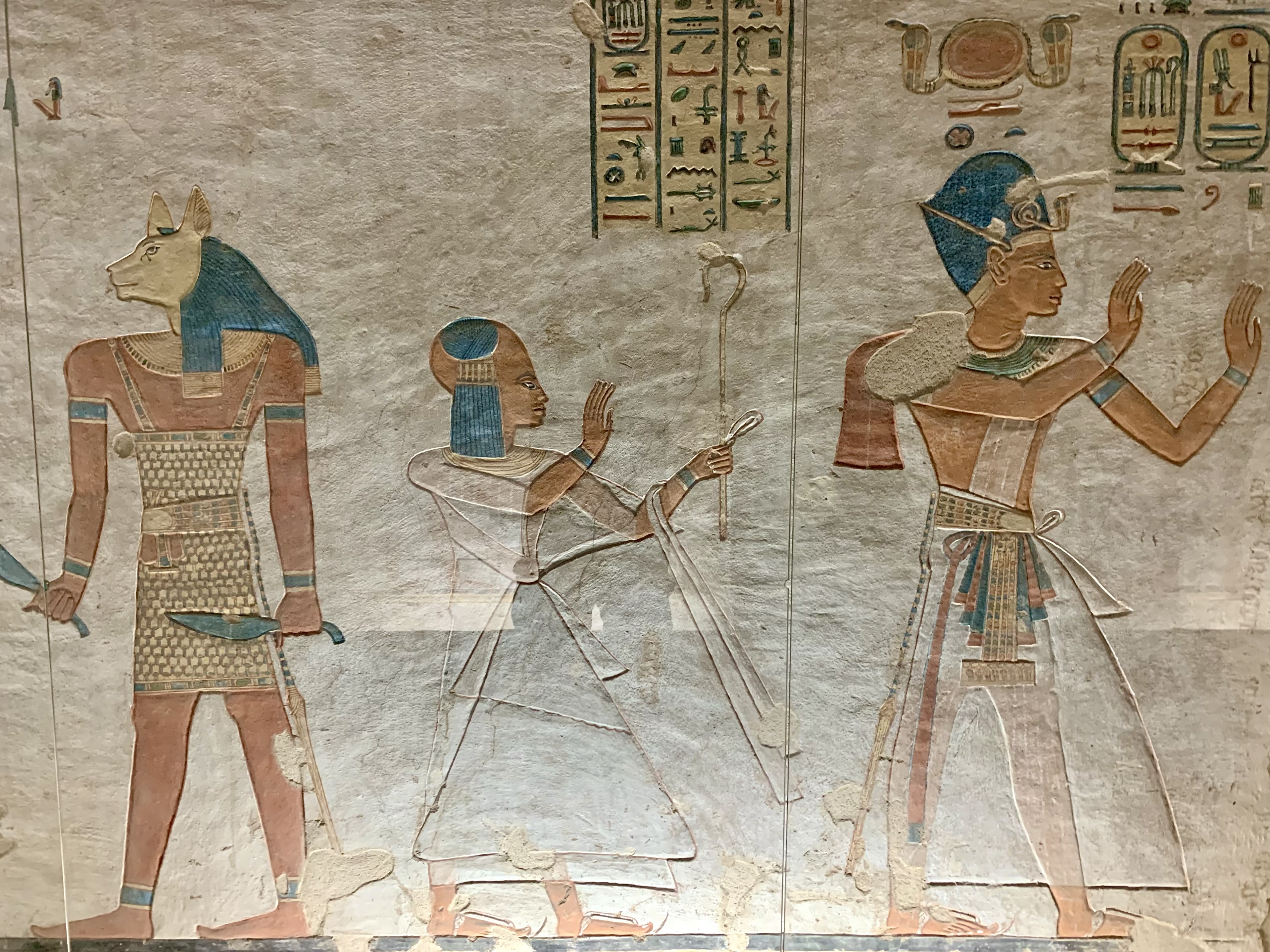
Chaemwaset hinter Ramses III.
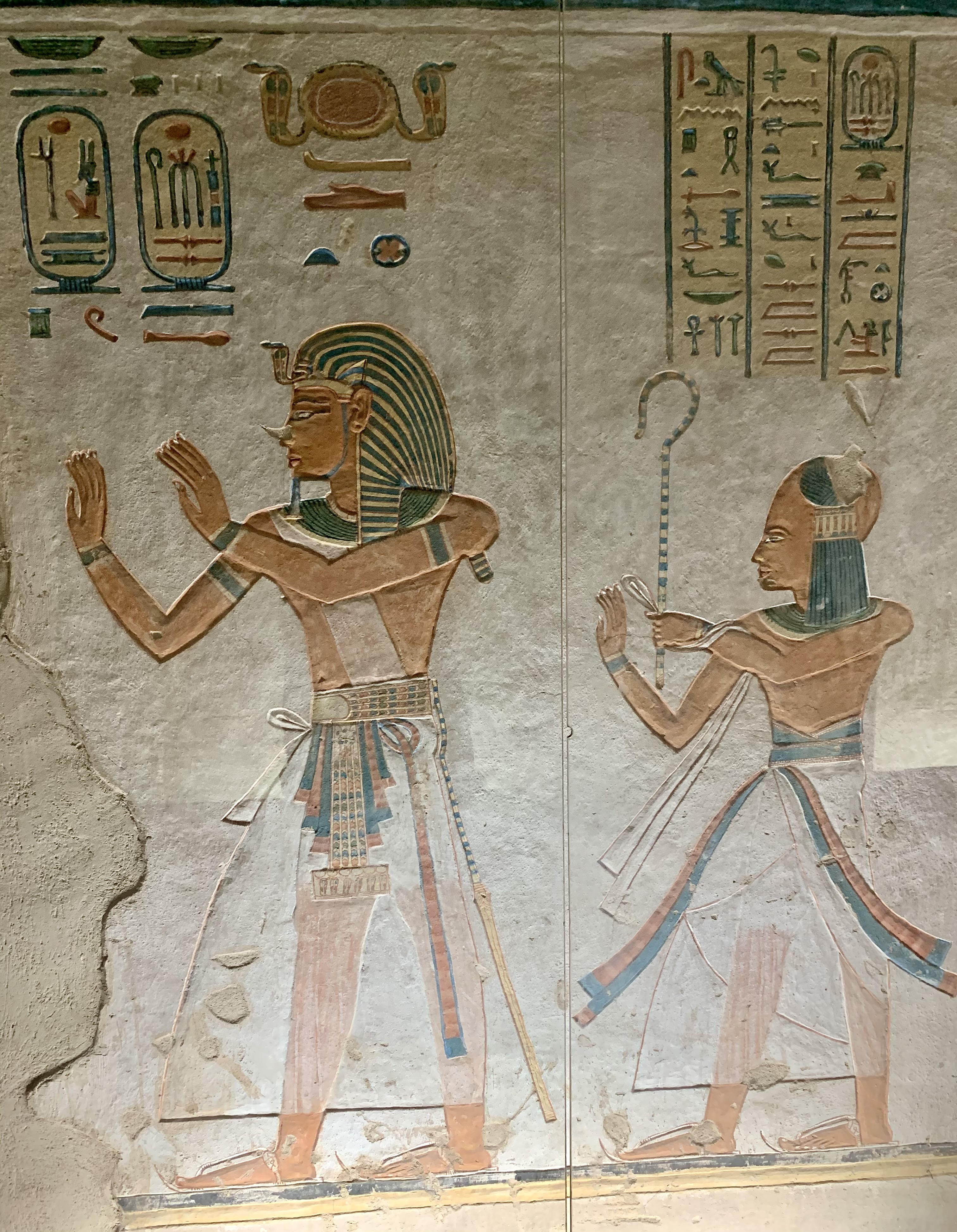
Chaemwaset folgt Ramses III.
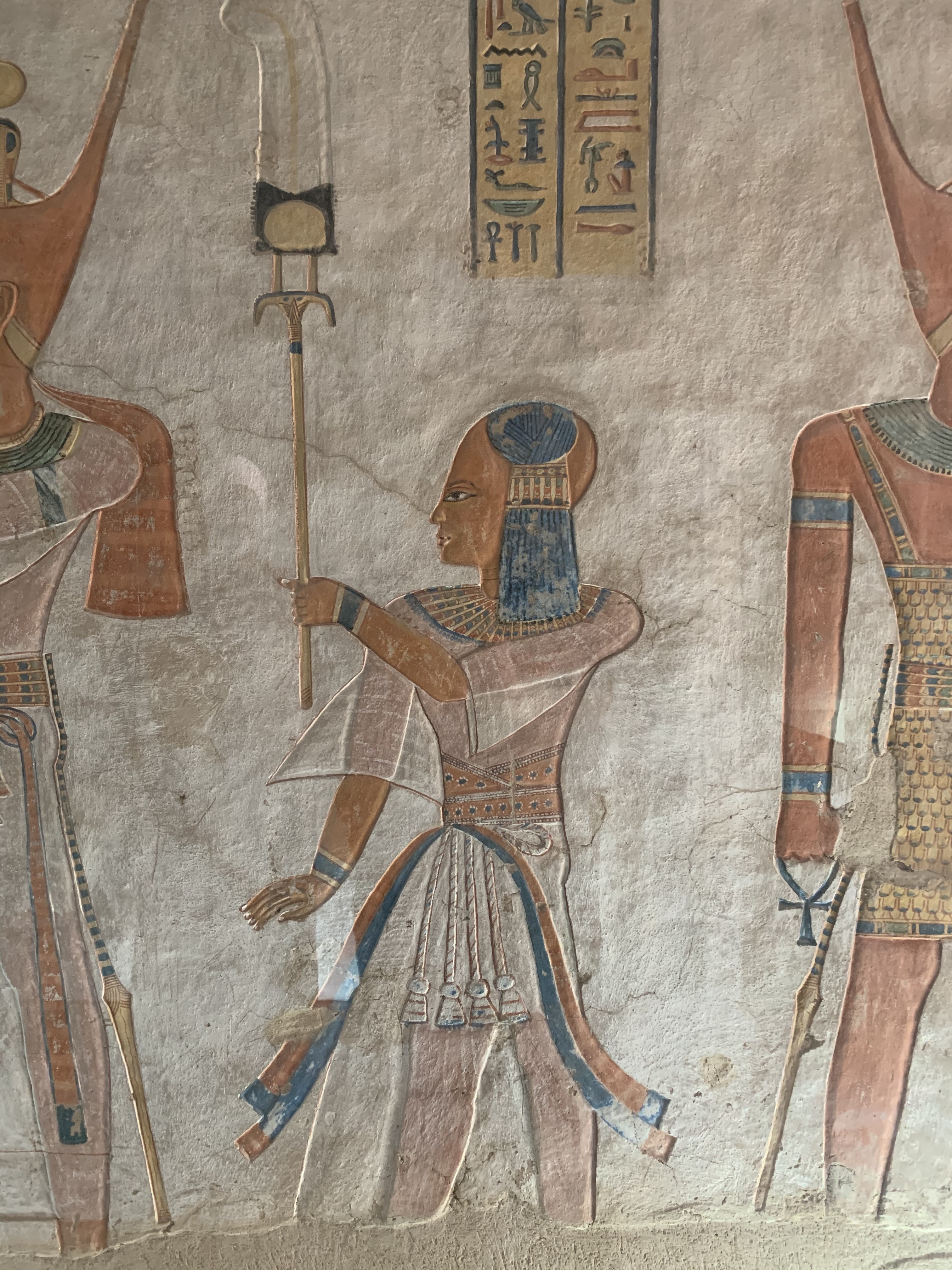
Chaemwaset hält eine Feder

### Erster Korridor und Nebenkammern
Der Eingang, der sich im rituellen Norden des Grabes befindet, wird von der geflügelten Göttin Maat gesäumt, die als Tochter des Re erscheint. Der Prinz wird zum ersten Mal mit einem ḫw-Wedel gezeigt. Im ersten Korridor treten verschiedene Gottheiten auf, die auffallend paarweise angeordnet sind. Das erste Paar wird durch „Ptah auf seinem Schrein“ und Ptah-Sokar-Osiris gebildet, die links und rechts nach dem Eingang folgen. Schu und Geb als kosmische Schöpfungsgötter finden sich auf der rechten Korridorseite, während Anubis und Thot als Totengötter den Eingang zur linken Seitenkammer bewachen. Als viertes Paar folgen dahinter Re-Harachte und Atum als Erscheinungsformen des Sonnengottes, wobei Re-Harachte die rituelle Ostwand und Atum die Westwand einnimmt.
Am Eingang zum rechten Nebenraum treten König und Prinz getrennt auf, wobei der Prinz ohne König vor den Eingang tritt und in der Seitenkammer dann auch ohne König dargestellt wird. Die Seitenkammer zeigt Chaemwaset ohne Wedel und mit erhobenen Armen in Anbetung vor den Horussöhnen und Kanopengöttinnen. An der Rückwand sitzen zentral zwei Osirisfiguren Rücken an Rücken auf einem Thron, flankiert von den Göttinnen Isis und Nephthys. Osiris tritt dabei mit Uräus am Kopf und Lotosblumen am Fuß auf. Das Bildprogramm der linken Nebenkammer ähnelt, bis auf einige kleine Abweichungen, stark dem der rechten: als zusätzliche Gottheit tritt Anubis auf, jedoch wird Osiris diesmal ohne Insignien gezeigt.

### Zweiter Korridor
Der Durchgang zum zweiten Korridor wird von Nephthys und Isis gesäumt, wobei Isis die Westwand einnimmt. Wie auch bei der rechten Seitenkammer ersichtlich nimmt die „Westseite“ einen Vorrang beim Ritualablauf ein. Auf der rechten Seite beginnt die, auf beiden Seiten abwechselnde, Pfortenzählung mit der neunten Pforte aus Totenbuchspruch 145A und endet mit der sechzehnten Pforte auf der Ostseite. Die Pforten bieten Zugang zum Osiris-Reich und werden von verschiedenen Wächtergottheiten bewacht. Um die Tore zu passieren, muss der Tote jeweils die Namen der Tore und der Gottheiten nennen. Die Wächter der fünfzehnten und sechzehnten Pforte scheinen gleichzeitig den Eingang zum Sarkophagraum zu bewachen. Vor jedem Pfortenpaar trägt der Prinz abwechselnd entweder das šwt-Wedel, das ḫw-Wedel oder das Heqa-Szepter. Das Heqa-Szepter gilt eigentlich als Herrscher-Insignie und hebt normalerweise den Prinzen als „Ältesten Königssohn“, also als Thronfolger hervor, jedoch tritt diese Darstellung nur an dieser Stelle auf und ist nach Abitz daher bloß religiös bedingt.

### Sarkophaghalle

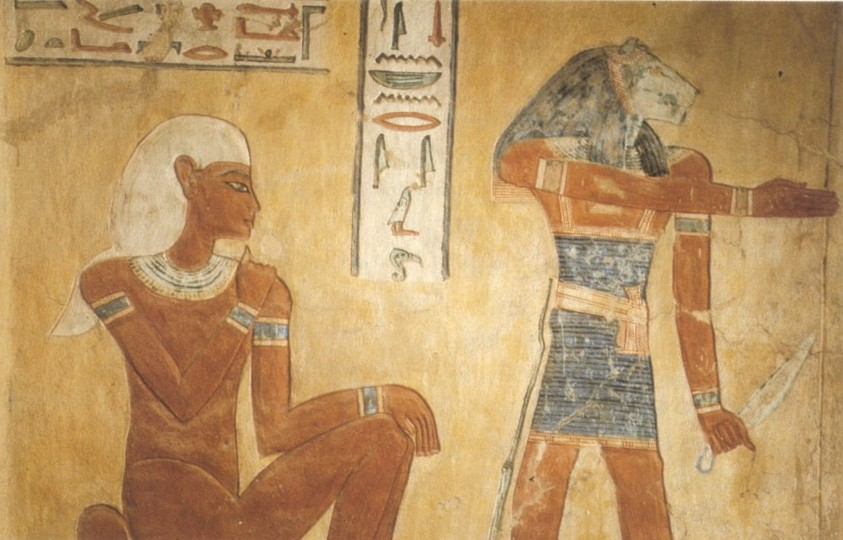
Nebneri und Herimaat. Zwei der Wächtergottheiten in der Sarkophaghalle.

Der Deckel des äußeren Sarkophags von Chaemwaset. Museo Egizio, Turin

Der Durchgang zur Sarkophaghalle trägt beiderseits Djed-Pfeiler und jeweils senkrechte Hieroglyphenspalten mit der Aufschrift: 

„König beider Ägypten, Herr Beider Länder, Sohn des Re, Herr der Diademe, der selig ist, geliebt von Osiris-Chontamenti (links), von Meresger, Gebieterin des Westens (rechts)“

 Ab hier tritt der König nur noch allein auf. Die Sarkophaghalle besitzt als einziger Raum eine gelbe Grundfarbe. Die Eingangswände zeigen Wächtergottheiten: auf der linken Seite „Anubis und Löwe auf dem Schrein“, rechts Nebneri und Herimaat. Dahinter folgen jeweils Thot und Harsiesis sowie Horus-Chenti-irti und Schepsi. Dazwischen steht immer wieder der König mit seinen Titulaturen. Die Rückwand ist wie in den Seitenkammern gestaltet und zeigt zweimal Osiris Rücken an Rücken auf dem Thron sitzend. Zu Isis und Nephthys treten zusätzlich die Schutzgöttinnen Neith und Selket hinzu. Wie im rechten Seitenraum zuvor quellen Lotusblüten- und Knospen am Fuße des Osiris hervor und zeigen diesmal kleine Abbildungen der Horussöhne.